# Guri Hjeltnes

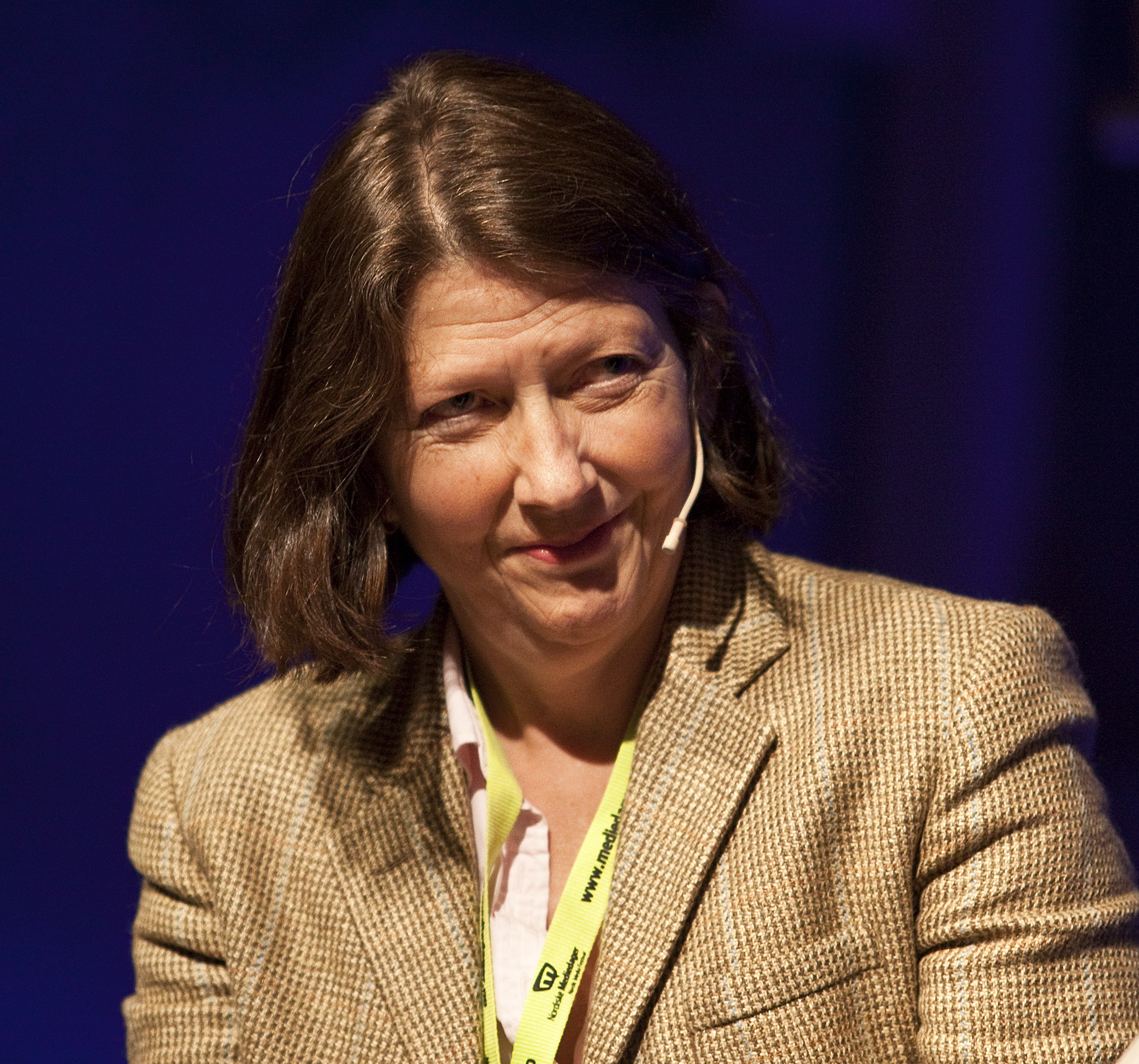
Guri Hjeltnes (2010)

Guri Hjeltnes (* 23. Oktober 1953 in Stavanger, Norwegen) ist eine norwegische Journalistin und Historikerin.

## Leben und Wirken
Guri Hjeltnes war Anfang der 1970er Jahre Mitarbeiterin bei der Umweltzeitschrift Miljømagasinet, freiberuflich arbeitete sie auch für eine Osloer Studentenzeitung und das regionale Organ der Senterpartiet Østlendingen. Von 1979 bis 1985 war sie Mitarbeiterin der sozialdemokratischen Tageszeitung Arbeiderbladet und freiberuflich für den öffentlich-rechtlichen Sender Norsk rikskringkasting tätig. 1991 wurde sie Buchkritikerin bei der Tageszeitung Verdens Gang, später rezensierte sie auch Bücher in Dagens Næringsliv.
Ab 1985 konzentrierte sie sich auf die akademische Laufbahn als Historikerin. 1990 wurde sie mit einer Arbeit über die Presse im Nachkriegsnorwegen zum Dr. phil. promoviert. Von 1999 bis 2004 war sie wissenschaftliche Mitarbeiterin am Institut für Verteidigungsstudien der Hochschule der Verteidigung in Oslo. In dieser Zeit war sie von 2000 bis 2002 Gastdozentin an den United Nations Studies der Yale University und arbeitete an einer Biografie des ersten Generalsekretärs der Vereinten Nationen Trygve Lie. Anfang 2004 wurde sie Redakteurin bei Verdens Gang und schrieb bis 2009 Kolumnen.
Seit Mai 2004 ist sie Professorin für Journalismus am Institut für Kommunikation, Kultur und Sprachen der BI Norwegian Business School. Von 2008 bis 2010 war sie Provost, von 2010 bis 2011 absolvierte sie ein Sabbatical. Seit 2012 ist sie Direktorin des Zentrums für Holocaust- und Minderheitenstudien in Oslo.
Guri Hjeltnes ist mit Bernt Hagtvet verheiratet.

## Auszeichnungen
- 1998: Norsk språkpris des Rates für Norwegische Sprache für den dritten und vierten Band von Handelsflåten i krig 1939–1945[2][3]

## Schriften
- mit Hans Fredrik Dahl, Bernt Hagtvet (Hrsg.): Den norske nasjonalsosialismen. Pax Forlag, Oslo 1982, ISBN 82-530-1171-7.
- Einführung zu und Mitarbeit an Wanda Heger: Hver fredag foran porten. Gyldendal, Oslo 1984, ISBN 82-05-14937-2.

Deutsch: Jeden Freitag vor dem Tor. Schneekluth, München 1989, ISBN 3-7951-1132-3.
- Hverdagsliv (= Magne Skodvin (Hrsg.): Norge i krig. Fremmedåk og frihetskamp, 1940–1945. Band 5). Aschehoug, Oslo 1987, ISBN 82-03-11420-2.
- Avisoppgjøret etter 1945. Illustrationen von Finn Graff. Aschehoug, Oslo 1990, ISBN 82-03-16122-7.
- mit Hans Fredrik Dahl, Berit Nøkleby, Nils Johan Ringdal, Øystein Sørensen (Hrsg.): Norsk krigsleksikon 1940–1945. Cappelen, Oslo 1995, ISBN 82-02-14138-9.
- Sjømann. Lang vakt (= Handelsflåten i krig 1939–1945. Band 3). Grøndahl og Dreyer, Oslo 1995, ISBN 82-504-2065-9.
- mit Atle Thowsen: Krigsseiler. Krig, hjemkomst og opprør (= Handelsflåten i krig 1939–1945. Band 4). Grøndahl og Dreyer, Oslo 1997, ISBN 82-504-1896-4.
- mit Berit Nøkleby: Barn under krigen. Aschehoug, Oslo 2000, ISBN 82-03-22206-4.
- Trygve Lie. In: Norsk biografisk leksikon. Band 6: Lassen–Nitter. Kunnskapsforlaget, Oslo 2003 (online, abgerufen am 12. März 2023).
- mit Hans Fredrik Dahl (Hrsg.): Imperiet vakler 1945–2010 (= Norsk presses historie. 1660–2010. Band 3). Universitetsforlaget, Oslo 2010, ISBN 978-82-15-01605-4.